# Diane Farr
Diane Farr (n. 7 de septiembre de 1969) es una actriz estadounidense. Es conocida por sus papeles como la agente de FBI Megan Reeves en la serie Numb3rs y Laura Miles en Rescue Me.

## Vida personal
Criada como católica, Farr ahora es atea. El 26 de junio de 2006, se casó con Seung Yong Chung de 36 años. Su primer hijo, Beckett Mancuso Chung, nació en marzo de 2007 y le dieron la bienvenida a sus hijas gemelas, Sawyer Lucia Chung y Coco Trinity Chung en agosto de 2008. Diane Farr también ha escrito un libro de romance interracial, Kissing Outside the Lines.
Farr y su familia actualmente viven en La Cañada Flintridge, California.